# La colpa di don Amaro
La colpa di don Amaro (variamente tradotto Il crimine di padre Amaro; titolo originale: O crime do padre Amaro) è un romanzo dello scrittore realista portoghese José Maria Eça de Queirós, apparso dapprima a puntate nel 1875, poi rimaneggiato e pubblicato in volume nel 1880.
Ambientato nella città di Leiria, il romanzo ha come figura centrale il giovane Amaro, costretto ad intraprendere la carriera sacerdotale senza alcuna vocazione. Tuttavia, l'amore per una giovane donna di nome Amélia lo porta a violare il voto di castità.
L'opera costituisce una dura critica al celibato ecclesiastico e al clero in generale, il quale contribuirebbe all'assoggettamento dei ceti sociali subalterni nei confronti delle classi più abbienti; suscitò pertanto grande scandalo all'interno della Chiesa cattolica.
Il romanzo è stato trasposto nel 2002 nel film Il crimine di padre Amaro di Carlos Carrera.

## Trama
Amaro Vieira diviene il nuovo parroco della città di Leiria e si ritrova un giorno a recarsi in casa della giovane Amélia. Tra i due si instaura un sentimento amoroso; ma, poiché il sacerdozio impone ad Amaro la castità, essi possono congiungersi solo di nascosto.
Amélia rimane incinta, morendo durante la gravidanza. Dopo la morte della giovane Amaro lascia Leiria, senza tuttavia abbandonare il sacerdozio.

## Critica
Il romanzo si innesta perfettamente nel clima dei radicali cambiamenti che sconvolgevano la società europea della seconda metà del XIX secolo, in primo luogo la crescente industrializzazione: l'arretratezza del Portogallo rispetto a Paesi come il Regno Unito o la Francia portò ad un'enorme mobilitazione giovanile in favore di cambiamenti radicali nella società portoghese, ed Eça de Queiroz ne fu l'interprete più audace. Egli, ispirandosi ai francesi Flaubert e Zola, fece della letteratura un mezzo per criticare e fare luce sui mali che affliggono la società, quale in questo caso la corruzione del clero, al fine di smuoverla e favorirne il cambiamento.

## Edizioni
(parziale)
- La colpa di don Amaro, traduzione di Laura Marchiori, Biblioteca Universale Rizzoli (BUR), Milano, Rizzoli, 1962.
- La colpa del prete Amaro, traduzione di Giacomo Prampolini, Biblioteca Romantica Vol XXXVII, Verona, Mondadori, 1935